# Gnomidolon tomentosum
Gnomidolon tomentosum är en skalbaggsart som beskrevs av Martins 1971. Gnomidolon tomentosum ingår i släktet Gnomidolon och familjen långhorningar. Inga underarter finns listade i Catalogue of Life.